# Стивидорный узел

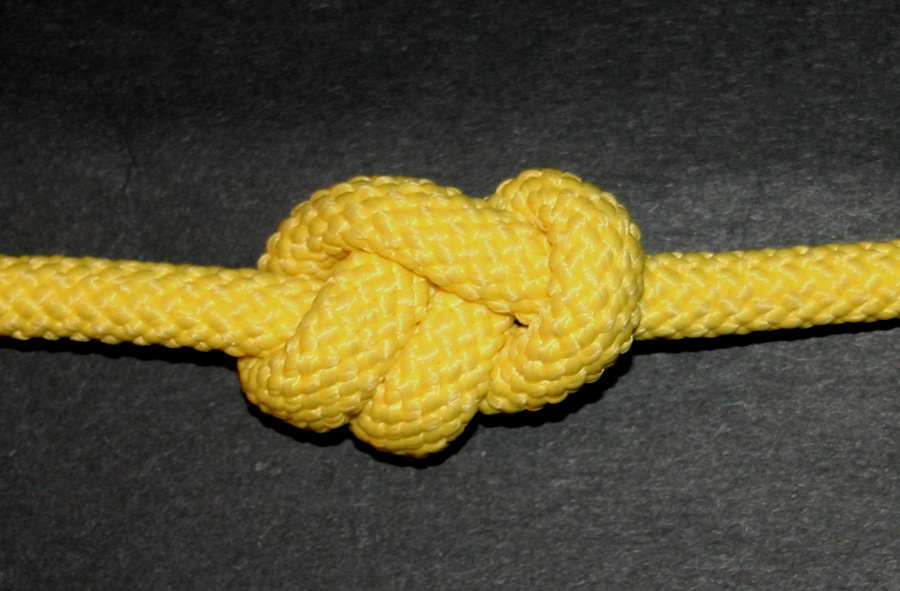
затянутый стивидорный узел

Стивидо́рный у́зел (от англ. Stevedore Knot) — сто́порный временный узел на основе «восьмёрки», утолщающий трос, который также как и «восьмёрку» можно завязать одной рукой. Происхождение названия узла связывают с прикладным руководством по технике работы с узлами американской канатной компании «Стивидор роупс». Узел является стопором для тросов, проходящих через шкивы блоков. В рыболовстве используют множество его вариантов (двойной стивидорный, усиленный стивидорный и другие).